# Taulov Sogn
Taulov Sogn ist eine Kirchspielsgemeinde (dän.: Sogn) im südlichen Dänemark. Bis 1970 gehörte sie zur Harde Elbo Herred im damaligen Vejle Amt, danach zur Fredericia Kommune im erweiterten Vejle Amt, die im Zuge der  Kommunalreform zum 1. Januar 2007 Teil der Region Syddanmark geworden ist.
Im Kirchspiel leben 6105 Einwohner, davon 3513 im Kirchdorf (Stand:1. Januar 2023). Im Kirchspiel liegt die Kirche „Taulov Kirke“.
Nachbargemeinden sind im Nordwesten Herslev Sogn, im Nordosten Bredstrup Sogn und im Osten Erritsø Sogn, sowie in der westlich benachbarten Kolding Kommune Eltang Sogn und Sønder Vilstrup Sogn.